# Wictor Charon
Wictor Charon, született: Scherbak Miklós Viktor (Budapest, Terézváros, 1907. szeptember 17. – Budapest, 1976. október 22.) filozófus, zeneszerző, író, nyelvész, asztrológus. Zeneszerzői nevén Galánthay Papír Viktor.

## Élete

### Családja
Apja Scherbach Oziás (1877–1911) művésznevén Papír Sándor, színész, anyja Kronémer Mária (1883–1953), művésznevén Kornai Margit, énekes-, színésznő volt. Húga, Szepes Mária (1908–2007), a magyar ezoterikus irodalom meghatározó alakja volt. A két testvér életműve inspirálólag hatott egymásra. Apja 1911-ben bekövetkezett halála után édesanyja 1915-ben újra megházasodott, nevelőapja Galánthay Balogh Béla filmrendező (1885–1945) lett. 1938. február 3-án áttért a római katolikus vallásra.
Szepes Mária írónő visszaemlékezése bátyjára (Wictor Charon – Atlantiszi mágia c. művének előszavából): „Bizonyos, hogy sem gyermekkorunkban, sem később nem hagytuk el egymást. Nagyon izgalmas, érdekes volt vele élni, beszélgetni, játszani, és együtt dolgozni. Tele volt ötletekkel. Sablonos játékokat sohasem játszottunk, csak olyanokat, amelyeket mi találtunk ki. Ő inkább nappal aludt, mint éjszaka. E néhány ismertető mondatba persze nem férnek bele az ilyen senkihez nem hasonlítható egyéniség színei, gazdagsága, felfedezései. Tisztánlátása, jövőbe utazó tudatának felismerései neki magának is félelmetessé váltak. S különleges életművében, nagy opusában, igyekezett az értelmes, morálisan érett emberek számára hasznos támaszt, segítséget nyújtani. Életművét a magasabb természet titkait feltáró erőkről írta. Azért egyedülálló, valós, s azoknak, akik belemélyednek, mély rétegeit is feltárják, több, mint érdekes.”

### Tanulmányai
Kosáry Jánosnál tanult zenét, akit nagyra becsült, majd elvégezte a zeneakadémiát. Perfektül megtanult németül, angolul, és szanszkrit nyelven. Az angol nyelvet annyira szerette, hogy könyvet írt az anglicizmusokról.

## Irodalmi munkássága
Wictor Charon 52 ezoterikus-irodalmi művet alkotott, amelyek jelentős szellemi hatást gyakoroltak a hazai ezoterikus és újkori gondolkodásra és szellemi iskolákra. Írásai jó része jelenleg kiadatlan állapotban várják a megjelenés lehetőségét. Folyamatosan figyelemmel kísérte az amerikai fantasztikus-tudományos műfaj fejlődését, művei leginkább metafizikával foglalkoztak, de ezen kívül meséket és modern mitológiát is írt. Rendkívül sokoldalú alkotó volt.

### Művei
- Az ember két élete / A misztikus út; Solaria, Demarest, 1986
- Önmenedzselés felsőfokon; Szemtanú, Bp., 1990
- Atlantiszi mágia; előszó Szepes Mária; Média, Bp., 1990
- Létrás Macska kalandjai; ill. Pomaházi Anna Mária; Pacific 17, Bp., 1992
- Az ember két élete; Vízöntő, Bp., 1992 (Charon könyvek)
- A misztikus út; Vízöntő, Bp., 1993 (Charon könyvek)
- Az Alkonyi Bárka misztériuma; Ecoplan Kft., Gyöngyös, 1993 (Charon könyvek)
- Wictor Charon–Szepes Mária: Académia Occulta; Arkánum Szellemi Iskola, Őriszentpéter, 1994 (Arkánum Szellemi Iskola könyvtára sorozat)
- Mária Szepes–Wictor Charon: Academia Occulta. Die geheimen Lehren des Abendlandes, 1-2.; szerk. Ralph Tegtmeier, ford. németre Gottfried Feidel; Heyne, München, 1994–1995 (Heyne Bücher. Heyne esoterisches Wissen)  
  - 1. Die Grundlagen; 1995
  - 2. Die Praxis; 1994
- Ákasha krónika. A Beszélő Fény krónikájában való olvasás tankönyve. Az F.H.R.C. mesterképző tanfolyamának titkos vezérfonala; Rockcity Kft., Bp., 1997 (Túlvilág könyvek)
- Az Új Eón tudománya; Rockcity Kft., Bp., 1999 (Túlvilág könyvek)
- Emlékezés előző életekre; Hermit, Onga, 2009
- A misztériumok ezotériája; Hermit, Onga, 2011
- Okkult-ezoterikus alapfogalmak; Hermit, Onga, 2012
- Mágia és misztika; Hermit, Onga, 2015

## Zeneszerzői munkássága
Több, mint kétszáz zenei opus maradt utána. Filmzenéiből több sláger is született. Zeneszerzője volt nevelőapja, Balogh Béla több filmjének, így az 1936-os Méltóságos kisasszony-nak, az 1936-os A megfagyott gyermek (Tomi)-nak, a Karády Katalin főszereplésével készült 1941-es Ne kérdezd, ki voltam-nak és 1943-as Ópiumkeringő-nek is.

## Filmszerepei
- Gyermekszív (1920) – a béna Tamás
- Az ötödik osztály (1920) – Tomy, a púpos suszterinas
- A megfagyott gyermek (1921) – Nagy Jóska
- Lavina (1921)